# 哈里·迪恩·斯坦頓
哈羅德·“哈里”·迪恩·斯坦頓（英語：Harold "Harry" Dean Stanton，1926年7月14日—2017年9月15日），美國演員及音樂家。
在他六十多年的職業生涯中，斯坦頓曾出演《逃獄金剛》（英語：Cool Hand Luke）(1967年)、《戰略大作戰》(1970年)、《迪林傑》(1973年)、《教父第二集》(1974年)、《異形》(1979年)、《紐約大逃亡》(1981年)、《克麗絲汀魅力》(1983年)、《Repo Man》(1984年)、《巴黎，德州》(1984年)、《紅粉佳人》（英語：Pretty in Pink）(1986年)、《基督的最後誘惑》(1988年)、《我心狂野》(1990年)、《史崔特先生的故事》(1999年)、《綠色奇蹟》(1999年)、《布魯斯威利之終極黑幫》(2006年)、《內陸帝國》(2006年)、《Lucky》(2017年)等作品。